# Genioliparis lindbergi
Genioliparis lindbergi är en fiskart som beskrevs av Anatoly Petrovich Andriashev och Neyelov, 1976. Genioliparis lindbergi ingår i släktet Genioliparis och familjen Liparidae. Inga underarter finns listade i Catalogue of Life.